# Ernest Terreau
Ernest Terreau (ur. 31 maja 1908 w Auxy – zm. 19 lutego 1983 w Paryżu) – francuski kolarz kolarz torowy i szosowy, srebrny medalista torowych mistrzostw świata.

## Kariera
Największy sukces w karierze Ernest Terreau osiągnął w 1937 roku, kiedy zdobył srebrny medal w sprincie indywidualnym amatorów podczas mistrzostw świata w Kopenhadze. W zawodach tych wyprzedził go jedynie reprezentant III Rzeszy Walter Lohmann, a trzecie miejsce zajął kolejny niemiecki kolarz Adolf Schön. Był to jedyny medal wywalczony przez Terreau na międzynarodowej imprezie tej rangi. Kilkakrotnie zdobywał medale torowych mistrzostw Francji, w tym trzy złote. Startował również w wyścigach szosowych, wygrywając między innymi Critérium des As w latach 1932, 1935 i 1936, Circuit de Saône-et-Loire w 1932 roku oraz Bordeaux - Saintes w 1934 roku. Nigdy nie wystartował na igrzyskach olimpijskich.